# Rosières (Ardèche)
 Rosières  es una población y comuna francesa, ubicada en la región de Ródano-Alpes, departamento de Ardèche, en el distrito de Largentière y cantón de Joyeuse.

## Demografía
| 834 | 786 | 804 | 831 | 911 | 993 |
| Para los censos de 1962 a 1999 la población legal corresponde a la población sin duplicidades (Fuente: INSEE [Consultar]) |     |     |     |     |     |